# Новоиванковцы
Новоиванковцы (укр. Новоіванківці) — село в Ванчиковецкой сельской общине Черновицкого района Черновицкой области Украины.

## География
Село располагается на берегу реки Прут, в месте впадения в него реки Черлена.

## История
В 1946 г. Указом ПВС УССР село Пол-Ванчикауцы переименовано в Новоиванковцы.
До 2020 года входило в Новоселицкий район

## Население
Население по переписи 2001 года составляло 980 человек. Почтовый индекс — 60355. Телефонный код — 3733. Код КОАТУУ — 7323082803.